# 日野直子
日野 直子（ひの なおこ、1937年（昭和12年）-）は元NHKのアナウンサー、現在は特定非営利活動法人おおいた豊後ルネサンス理事長。大分県出身。早稲田大学卒業。
NHK時代は『夢のハーモニー』など音楽番組を中心に担当。また1971年にNHK退職後もフリーアナウンサーとして『ラジオ深夜便』のアンカーのほか、ＦＭ放送の長寿番組『あさのバロック（現古楽の楽しみ）』のMCを1990年から10年間担当した。
2006年、フランシスコ・ザビエル生誕500年を記念して、日野の故郷であり日本の西洋音楽発祥の地である大分でグレゴリオ聖歌隊のスコラ・アンティカなどを招き開催する音楽祭のプロデューサーを務めた。

## 出演番組
- 午後のダイヤル「ミュージック・カレンダー」
- 20世紀の科学
- 夢のハーモニー
- あさの音楽散歩
- あさのバロック
- ラジオ深夜便

## 著書
- 日野直子『目覚めのバロック』星の環会(2003年) ISBN 4892943681